# Alain Lacoursière
Alain Lacoursière (17 avril 1960 à Saint-Casimir, Québec, Canada) est un policier canadien (québécois) qui s'est spécialisé dans les « crimes liés à l'art » au Canada. Il est surnommé « le Columbo de l'art », car il utilise des méthodes inhabituelles pour résoudre certaines affaires criminelles, dont le recours aux médias. Son insubordination régulière et son intérêt affirmé pour l'art, tous deux peu communs parmi les policiers, lui ont valu d'être régulièrement traité en paria par ses collègues, même s'il a connu un succès notable dans ses enquêtes. Il a pris sa retraite de la police en 2010 et continue à s'intéresser aux œuvres d'art.

## Biographie

### Jeunesse
Alain Lacoursière, l'aîné d'une famille de trois enfants, naît le 17 avril 1960 à Saint-Casimir, Québec au Canada. Sa mère tient la maison, alors que son père est propriétaire d'un magasin d'appareils électroniques et de meubles. À l'âge de 13 ans, Alain travaille pour le compte de son père : il est vendeur, transporte de la marchandise par camion et s'occupe de monter des systèmes audio utilisés lors de discours ou de conférences.
À l'école, il rejette l'autorité et se bagarre régulièrement, ce qui lui vaut plusieurs punitions. Pendant sa troisième secondaire, il apprend les rudiments de la peinture, choisissant des thèmes qui choquent le religieux qui lui enseigne. Plus tard, Lacoursière fonde un club de motards près de chez lui et fréquente les bars même s'il est mineur. À cause des activités à son club, il est en contact avec les gangs de motards criminalisés de la région et consomme de la drogue. À la fin des années 1970, plusieurs de ses amis suivent une formation dans le but de devenir policiers, sa famille est liée à quelques policiers et lui est attiré par les enquêtes et les criminels, raisons qui l'incitent à suivre une formation pour devenir policier. En janvier 1985, la police de Montréal l'embauche.

### À l'emploi de la police de Montréal
« Avec son physique plutôt frêle, ses airs d'artiste et sa crinière en broussaille », il est affecté aux escouades spéciales du centre-ville. Il est agent double pendant deux ans, recueillant des preuves contre des criminels en fréquentant les « débits de boisson »,.
Habitué à s'opposer à l'autorité, Lacoursière prend régulièrement des initiatives qui importunent ses supérieurs. Par exemple, en 1991, des bagarres se déclenchent régulièrement sur le boulevard Saint-Laurent à Montréal au moment où les bars ferment à 3 heures du matin. Pour calmer les esprits, Lacoursière propose d'interdire la circulation automobile sur cette rue pendant une heure. Un supérieur s'oppose, car « [les] citoyens qui respectent la loi ont le droit de se déplacer librement ! ». Lacoursière reçoit suffisamment d'appuis pour faire appliquer son idée. « En quelques semaines, le problème [est] réglé » et les policiers cessent de fermer la rue. En novembre 1991, il est superviseur à l'escouade de la moralité de la police de Montréal, qui intervient aussi à Saint-Léonard. À cette époque, plusieurs bars clandestins y prospèrent, car « la réglementation de Saint-Léonard ne [permet] pas aux autorités de fermer pour de bon les commerces illicites après deux condamnations ». Après un échange verbal avec un mafioso au palais de justice de Montréal, il déclare à un journaliste de TQS que la mafia locale contrôle la vie politique de Saint-Léonard. Le maire de l'époque, Frank Zampino, menace de poursuivre la police de Montréal pour diffamation. Lacoursière refusant de s'excuser, c'est l'un de ses supérieurs qui le fera.
En 1989, il visite d'« innombrables musées de [ Paris] », dont le musée Rodin à trois reprises. De retour à Montréal, il suit des cours sur l'art à l'Université de Montréal : « Sa passion a explosé : il a acheté tous les livres d'art qu'il pouvait, s'est abonné à tous les musées d'art québécois ».
En 1991, Lacoursière fréquente régulièrement Paolo Cotroni, fils du parrain de la mafia montréalaise Frank Cotroni. Ses collègues n'apprécient pas, mais Lacoursière maintient ce genre de relations, car il « [veut] montrer qu'il [peut] continuer à parler à l'ennemi tout en s'attaquant à ses activités illicites ». En juillet 1992, profitant de son passage près de la résidence de Paolo Cotroni, Lacoursière demande à visiter la maison. Alors qu'il est sur place, il reçoit un message sur téléavertisseur de rappeler une policière. Utilisant le téléphone de Cotroni, il apprend en langage codé qu'une opération de descente sera lancée dans la nuit contre l'un des bars contrôlés par Frank Cotroni. Cet appel lui apportera plusieurs soucis, car la police de Montréal a mis sur écoute la ligne téléphonique de Paolo Cotroni. Après un an de procédures internes, elle le suspend de ses fonctions pendant une journée. Pour Lacoursière, « [le] lien de confiance [est] rompu » et il ne veut plus travailler à l'escouade de la moralité. À la fin 1992, il est muté à sa demande au quartier Côte-des-Neiges, près de l'Université de Montréal où il veut continuer à étudier l'art. Après neuf ans d'études, il obtient son baccalauréat en histoire de l'art en 1998.

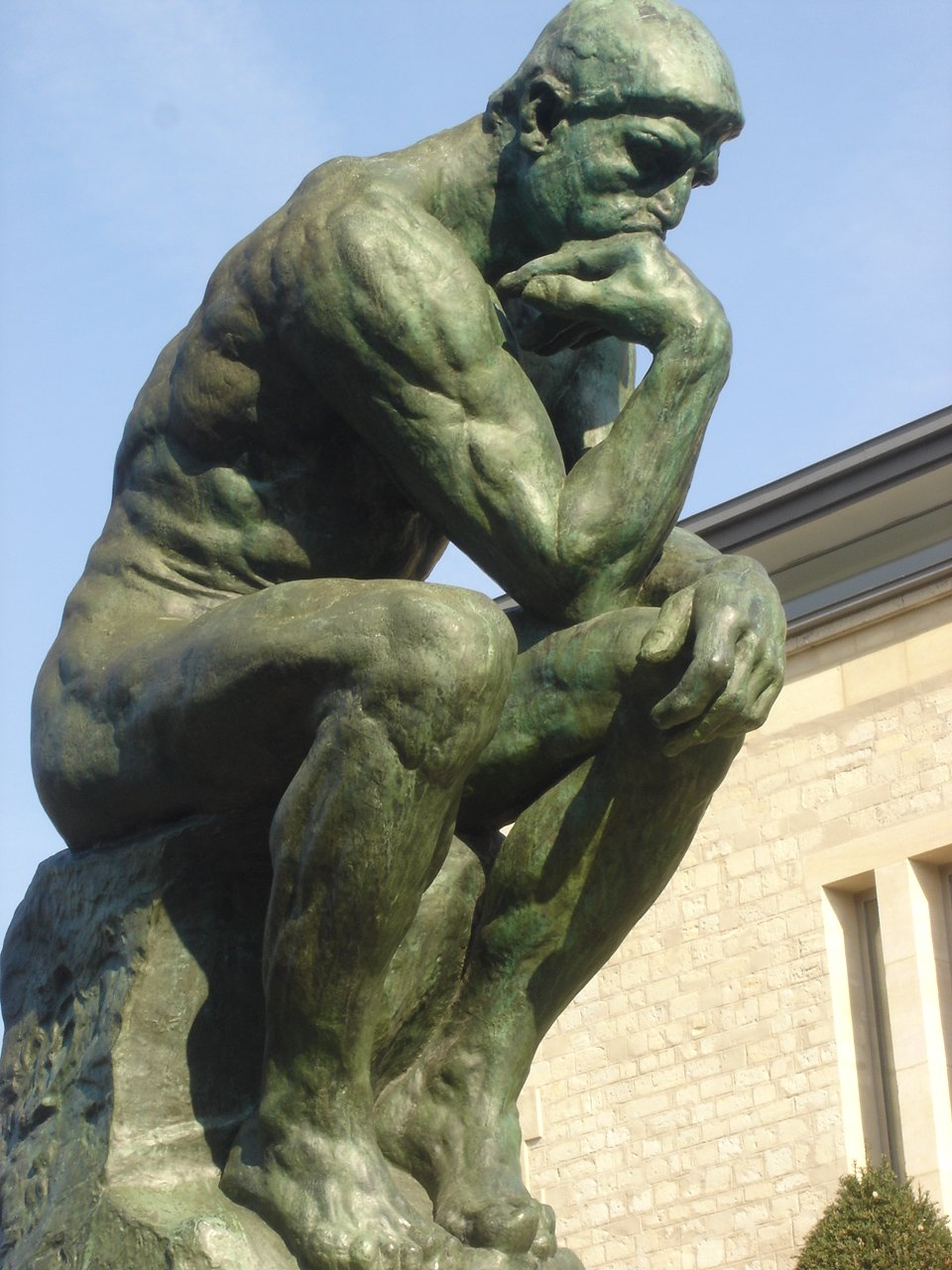
Le Penseur d'Auguste Rodin. Photographie prise au musée Rodin en février 2005

En 1993, il téléphone à la journaliste Nathalie Petrowski, alors à l'emploi de La Presse à Montréal, et se présente sous le nom d'Antoine. Il dénonce (1) la « répression bête prônée par la plupart des policiers » du Service de police de la Ville de Montréal (SPVM), (2) la réaction de ses supérieurs lors de sa sortie publique contre les élus de Saint-Léonard en novembre 1991 et (3) les petites arrestations qui permettent aux policiers d'accumuler des heures supplémentaires. Petrowski le qualifie de « flic de l'année ». Le SPVM lance une enquête interne pour prouver qu'il est Antoine, mais elle n'aboutit pas. 
En 1993, il devient l'ami de Serge Lemoyne, peintre qui choque par ses habillements et ses comportements. Lemoyne se plaint que son propriétaire lui a volé des peintures, ce qui est en partie vrai, car il avait offert de payer son loyer avec des peintures, mais le propriétaire en avait emportés plus qu'entendu. Malgré les démarches de Lacoursière, les toiles ne seront jamais retournées. Par la suite, il aidera Lemoyne pendant plusieurs années, jusqu'à ce que l'artiste décède d'un cancer en 1998. 
En 1993, Lacoursière crée une « petite banque de données » sur les crimes liés à l'art. La même année, grâce à sa banque de données, il découvre un tapis persan mis en vente aux enchères à Montréal qui appartient à un marchand de tapis de New York. Le jour de l'arrestation des voleurs, Lacoursière remet, de façon illégale, le tapis au gérant du magasin new-yorkais. Il sait de façon quasi certaine que les criminels seront remis en liberté, car le marchand de tapis de New York ne veut pas témoigner en personne à Montréal. Il sait également que les deux criminels, des Polonais, ne sont pas citoyens canadiens et ont foulé illégalement le sol américain pour réaliser leur vol. Il est donc très peu probable qu'ils se plaignent. 
Tamas Pikethy est amateur d'art : non seulement il a suivi des cours universitaires dans le domaine, mais en prison il est « boulimique des livres d'art ». Pour découvrir les œuvres d'art les plus précieuses des riches propriétaires de Westmount et d'Outremont, deux quartiers de Montréal, il travaille pour le compte d'un traiteur et profite des visites libres des résidences mises en vente. Il se fait également passer pour un camelot qui livre des circulaires publicitaires. Circulant de soir et habillé de tissus sombres, il peut facilement observer l'intérieur éclairé des résidences depuis les alentours. Ensuite, il s'assure que les propriétaires respectent une routine. C'est pourquoi il « livre » par exemple le vendredi soir des circulaires. Le dimanche, il vérifie qu'ils sont toujours à l'extérieur. Après quelques semaines, lorsqu'il est convaincu que les propriétaires sont régulièrement absents la même journée de la semaine, il s'introduit de nuit sur les lieux avec un complice. Une fois la sélection effectuée et les œuvres embarquées dans une camionnette, les deux attendent jusqu'au matin que la circulation automobile atteigne une certaine intensité avant de s'éloigner. En 2010, Pikethy serait « le plus important cambrioleur d'œuvres d'art de l'histoire du Québec ». « Selon la police [de Montréal], les œuvres disparues valent plusieurs millions de dollars. »
Dans les années 1990, le SPVM met en place un escouade pour lutter contre les crimes liés à l'art. À cette époque, plusieurs résidences luxueuses de Westmount et d'Outremont sont en effet le théâtre de vols d'œuvres d'art. Par exemple, sur l'avenue Maplewood à Outremont en août 1992, des voleurs s'emparent d'une peinture de Corot valant « 600 000 $ CA », de « 20 tableaux et 15 bronzes de Suzor-Côté », qui ne seront jamais retrouvés. En octobre 1993, un enquêteur de l'escouade demande à Lacoursière de l'aider à évaluer et identifier les objets volés par Tamas Pikethy, un natif d'Europe centrale. Après plusieurs années de travail, l'escouade parvient à faire condamner Pikethy pour certains vols, mais en 2010, elle ignore toujours où se trouve la plupart des objets volés par Pikethy et ses complices.
Dans les années 1990, le marché de l'art est peu réglementé au Québec, ce qui permet la réalisation de différentes fraudes. Par exemple, en novembre 1994, des policiers de la Sûreté du Québec (SQ) font plusieurs perquisitions, dont une au domicile de la chanteuse Michèle Richard. Son conjoint, Yves Demers, et deux autres hommes sont en effet impliqués dans une « "fraude artistique" sans précédent dans les annales du crime québécois ». Le trio sollicite des professionnels à la recherche d'abris fiscaux. Le trio propose à chacun d'acheter des tableaux d'artistes canadiens, dont une partie de la valeur est déductible d'impôt. Quelque temps après que la vente est réalisée, le trio relance chaque acheteur pour lui dire qu'il peut réaliser un profit « de quelque 30 [%] », car un acheteur potentiel s'est manifesté. Souvent, le premier acheteur accepte, heureux de réaliser aussi rapidement un profit. Le trio lui propose alors d'acheter un tableau de plus grande valeur avec l'argent de la vente. Ces achats et ventes multiples entre plusieurs acheteurs qui ne se connaissent pas permettent au trio de faire augmenter de façon graduelle le prix d'un même tableau. Lorsqu'un acheteur demande d'avoir la toile en mains propres, le trio peut invoquer qu'elle est exposée ou qu'elle est lithographiée. Après quelques mois, le trio coupe les communications avec l'acheteur, qui perd son argent. Pour évaluer l'ampleur de la fraude, mise à jour dans la région de la ville de Québec, la SQ fait appel aux services de Lacoursière, qui travaille à Montréal. La fraude aurait touché « au moins 2 000 victimes » et le trio aurait « jonglé » avec 500 toiles.
En juillet 1995, pour défendre son chat et son chien, Lacoursière tire deux balles de son revolver de service en direction d'un raton laveur. Il subit à nouveau une enquête interne du SPVM, qui le suspend pendant une semaine. Le ministère de l'Environnement du Québec lance aussi une enquête pour déterminer si Lacoursière a contrevenu à la loi sur les animaux sauvages, mais abandonne après une semaine de travaux. Le service des enquêtes internes du SPVM tente de faire accuser criminellement Lacoursière, mais les avocats de la Couronne affirment que les preuves sont insuffisantes pour le faire condamner. Ces expériences « [laissent] un goût amer à Lacoursière, qui n'a pas apprécié être discrédité de la sorte par certains de ses collègues ».
Au Canada, comme dans plusieurs autres pays, il n'est pas illégal de peindre « à la manière de... » ou « dans le style de... ». Ces peintures peuvent être vendues même si « elles sont « signées » du nom de l'artiste dont elles sont « inspirées » », du moment qu'elles ne sont pas présentées comme des œuvres authentiques.
En juin 1997, Lacoursière est muté au centre d'enquêtes du centre-ville. Son patron, Denis Bergeron, lui demande de s'occuper des crimes liés à l'art, ce qui rend Lacoursière « agréablement surpris par cette proposition inattendue ». Cependant, au printemps 1998, un nouveau patron l'oblige à procéder à une évaluation de chaque affaire avant de lancer une enquête et celui-ci ne considère pas les crimes liés à l'art comme importants. Malgré l'opposition de son supérieur, Lacoursière mène plusieurs enquêtes sur ces crimes. Au printemps 1999, Serge Randez, « grand patron de la section des enquêtes sur les fraudes financières », demande à Lacoursière de se joindre à son équipe. Randez détient une importante collection d'armes blanches, visite régulièrement les musées et n'est pas effrayé par les policiers insubordonnés, du moment qu'ils obtiennent des résultats.
En décembre 1997, Lacoursière reçoit un appel d'un galeriste qui se plaint de deux hommes « à l'air louche » qui lui proposent plusieurs tableaux. Il intervient à la galerie d'art et met des toiles dans le coffre de son automobile. Poursuivi par les deux hommes, le policier leur tend un piège, ce qui mène à leur arrestation. Toutefois, Lacoursière ne peut prouver qu'il y a recel ou vol, car il ne peut identifier le propriétaire des tableaux qu'il a en main. Le lendemain soir, il apprend qu'ils appartiennent au musée du Collège de Lévis. Les tableaux ont été volés quatre mois plus tôt lors d'une exposition temporaire. En fouillant dans le passé des deux hommes emprisonnés, Lacoursière déduit que les deux ont perpétré un vol de tableaux en avril 1997. Après s'être entendus avec les deux, le policier les fait libérer et ils lui remettront quelques semaines plus tard les toiles volées.
En 1996, l'auteur Claude Robinson lance des procédures judiciaires contre Cinar, qui sera « [condamnée] pour plagiat » en 2009 par un juge de la Cour supérieure du Québec. Robinson doit en partie son succès à Lacoursière. À la demande de l'avocat de Robinson en mai 1999, le policier enquête sur les crédits d'impôt dont a profité Cinar. Le gouvernement du Canada soutient le milieu du cinéma canadien par le biais d'un programme de crédits d'impôt. Par exemple, en 1999, il a versé 1,3 milliard CA$ dans le cadre de ce programme. Cinar a pour sa part reçu 75 millions CA$ en se servant régulièrement de prête-noms, ce qui est illégal dans le cadre du programme. Pendant que Lacoursière mène son enquête, des journalistes publient et diffusent plusieurs reportages qui mettent en doute l'honnêteté de Cinar. C'est le début du scandale Cinar. Lacoursière sait que la Gendarmerie royale du Canada (GRC) lui demandera de remettre les informations qu'il a accumulées, car un tel délit est couvert par une loi fédérale. Une journée avant la rencontre avec des membres de la GRC, il photocopie le dossier et cache les originaux dans l'un « des bureaux de la police de Montréal ». Les policiers de la GRC exigent d'avoir les originaux en mains propres, mais Lacoursière refuse (en 2010, le dossier est toujours caché), craignant que des informations soient détruites ou cachées. Le 7 mars 2000, un comité de vérification publie un rapport qui montre que la direction de Cinar a « transféré 122 millions de dollars américains au Bahamas à l'insu du conseil d'administration ». Entre décembre 2000 et mars 2002, Cinar verse différents montants pour régler des litiges. En 2010, aucune accusation n'a encore été portée contre le couple Charest-Weinberg,. 
Au début de janvier 2002, aidé d'un complice, un prétendu médecin s'empare, dans une galerie d'art, d'une toile de Jean-Paul Riopelle évaluée à 300 000 CA$. En février, les policiers du SPVM, qui n'ont toujours aucune piste, font diffuser une photo du « médecin » sur le réseau de télévision TVA. Ils reçoivent plusieurs appels, dont un qui oriente Lacoursière vers Charles Abitbol, un homme qui a « fait de la prison dans six pays d'Europe et aux États-Unis pour des vols d'œuvres d'art ». Le lourd passé d'Abitbol n'est pas un motif suffisant pour procéder à son arrestation. Jouant d'audace, Lacoursière arrête Abitbol quelques jours plus tard sans mandat de perquisition. Alors qu'ils roulent vers la prison du centre-ville, Abitbol affirme souffrir de claustrophobie. Tablant sur cette peur, Lacoursière le fait enfermer dans une cellule. Un peu plus tard, il apprend que la toile a été remise au propriétaire d'une lunetterie, où Lacoursière se rend immédiatement et procède à son arrestation devant les employées. Dans la voiture de patrouille, Lacoursière, bluffant et bousculant le commerçant, apprend que la toile se trouve chez sa mère, une « octogénaire clouée dans un fauteuil roulant ». Abitbol sera condamné à faire de la prison, alors que le receleur ne sera pas accusé faute de preuves. 
À l'été 2002, un employé de la société d'État Loto-Québec informe le SPVM que la collection d'œuvres d'art de la société contient plusieurs tableaux volés et au moins un faux. Lacoursière est aussitôt mandaté pour enquêter. Sur place, il juge qu'aucun tableau n'est volé, mais sait d'expérience que plusieurs sont régulièrement copiés. Il conseille alors de faire expertiser les tableaux. En février 2003, un reportage de Radio-Canada rapporte que « la société avait payé beaucoup trop cher certains des tableaux ». Elle avait décidé de ne plus recourir aux services d'un « conservateur d'expérience », préférant faire affaire exclusivement avec un galeriste qui ne propose que des tableaux de sa galerie d'art. De plus, il s'occupe de la collection de la Société des alcools du Québec (SAQ). Les deux étant d'importantes sociétés d'État détenues par le gouvernement du Québec, cette affaire aura des répercussions politiques. Le 13 février 2003, le PDG de Loto-Québec, Gaétan Frigon, qui a « court-circuité le processus d'acquisitions d'œuvres d'art », démissionne pour « une affaire de conflits d'intérêts financiers ». Après quelques mois de sagas judiciaires, cette affaire cesse de faire la manchette.

### Membre de la Sûreté du Québec

Logo de la Sûreté du Québec.

Au printemps 2003, probablement à cause de la couverture médiatique de l'affaire à Loto-Québec, le « numéro deux de la police de Montréal » offre au policier de servir à la Sûreté du Québec (SQ). Lacoursière refuse dans un premier temps, car le salaire est plus élevé au SPVM et les policiers montréalais travaillent quatre heures de moins par semaine en moyenne. Le supérieur lui apprend qu'il sera employé « avec les avantages de Montréal, sans les inconvénients ». Il accepte l'offre tout en supposant que les responsables de la SQ veulent observer ses gestes pour éviter des remous politiques, ce qu'un ancien membre de la haute direction confirme plus tard : « le cabinet du premier ministre [du Québec] avait téléphoné à la SQ pour se plaindre de ce policier montréalais qui osait se mêler [des affaires] des sociétés d'État ». Les gens de la SQ ont répondu que Lacoursière est « celui que tout le monde appelle lorsqu'il est question d'œuvres d'art ».
Pendant ses premiers mois à la SQ, Lacoursière est jumelé à Jean-François Talbot, qui fait régulièrement rapport des activités de son collègue à la direction. Quelques mois plus tard, Talbot est convaincu que Lacoursière est un policier qui n'a pas « d'intentions inavouables ». Ils deviennent alors d'« excellents collègues de travail ». Talbot, un ancien avocat, et Lacoursière sont amenés à participer à des conférences internationales de l'Unesco et deviennent membres du Conseil international des musées. À cette époque et à « leur grand étonnement », ils sont les seuls policiers à être membres de cette organisation, probablement parce que les crimes liés à l'art sont relativement peu importants aux yeux des polices du monde.
Au début 2003, un galeriste se plaint à Lacoursière qu'un homme tente de vendre des faux de Jean-Paul Riopelle. Le policier connaît l'homme, car il a déjà été arrêté pour un crime lié à l'art. Agissant sans respecter les procédures établies par le SPVM, il fait dessiner son portrait-robot à partir d'une photographie d'identité judiciaire. Ensuite, il envoie un courriel à plusieurs personnes, dont le galeriste et l'homme. Ce qu'ignorent les deux, il n'y a que ceux-ci qui reçoivent le portrait-robot. Le lendemain, craignant d'être reconnu par l'une des destinataires de la liste de diffusion, l'homme appelle Lacoursière et s'entend pour lui faire parvenir les toiles. Cet épisode donne l'idée au policier de rédiger des courriels qui énumèrent les œuvres d'art récemment volées et les faux en circulation. Ainsi, les professionnels du milieu ne pourront plus invoquer l'ignorance lorsqu'ils subiront un procès, par exemple. Parrainé par la SQ, c'est en 2005 que le système de diffusion voit le jour sous le nom d'« Art Alerte »,. En 2010, le système rejoint plus de « 100 000 intervenants du milieu de l'art partout dans le monde ».

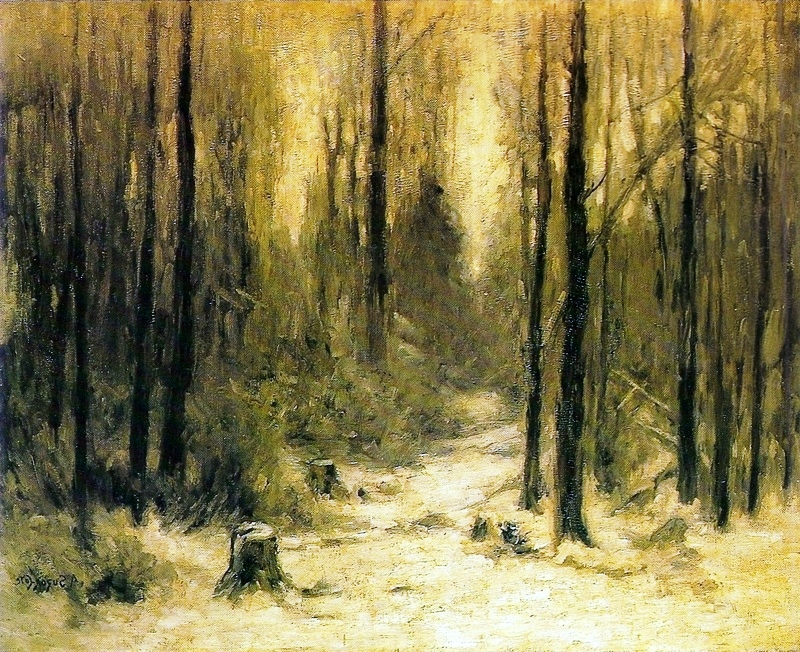
Tableau de Suzor-Côté : La Fin de l'hiver tel qu'exposée au Musée des beaux-arts de Rio de Janeiro.

En décembre 2007, Lacoursière reçoit l'appel d'un employé du Art Loss Register (ALR) qui l'informe qu'une toile de Suzor-Côté évalué à 100 000 CA$ a été proposée à un marchand d'art. Selon les registres de l'ALR, la toile a été volée 17 ans plus tôt à l'Université McGill. Cependant, après analyse, l'expert amené par Lacoursière affirme qu'elle est de Rodolphe Duguay, un élève de Suzor-Côté : la valeur de la toile est subitement divisée par deux. Elle sera remise à l'Université McGill, qui tentera de la vendre plus tard comme une toile de Suzor-Côté, sans succès.

### Retraite
Lacoursière a travaillé pour le compte de la SQ de mai 2003 à août 2008. Il prend sa retraite de la police en 2010 à l'âge de 50 ans, après 28 ans de service. Depuis, il est évaluateur et courtier d'œuvres d'art. Son ancien partenaire Talbot fait partie du « groupe de répression des crimes liés aux œuvres d'art » de la GRC. À cause du peu d'intérêt des policiers pour les œuvres d'art, la relève est difficile à trouver. En 2011, Lacoursière est toujours membre du Conseil international des musées de l'Unesco. « Son témoignage est à l'origine de la télésérie Art sous enquête ». Animée par Lacoursière et scénarisée par Hélène de Billy et Yves Thériault, elle est diffusée en janvier, février et mars 2011 sur Télé-Québec,.
Au début du XXIe siècle, « [le] Canada est la plaque tournante du trafic d'œuvres d'art entre les États-Unis et l'Europe, et Montréal est au cœur de ce type de crime ». Depuis que Lacoursière et ses prédécesseurs s'intéressent aux crimes liés à l'art, le taux de résolution au Québec est passé d'environ 2 % à 15 %. « Ailleurs dans le monde, ce taux dépasse rarement 10 [%] ». Par exemple, entre 2004 et 2009, la Sûreté du Québec a saisi 150 œuvres d'une valeur totale de 2 millions CA$.